# Alison et Peter Smithson

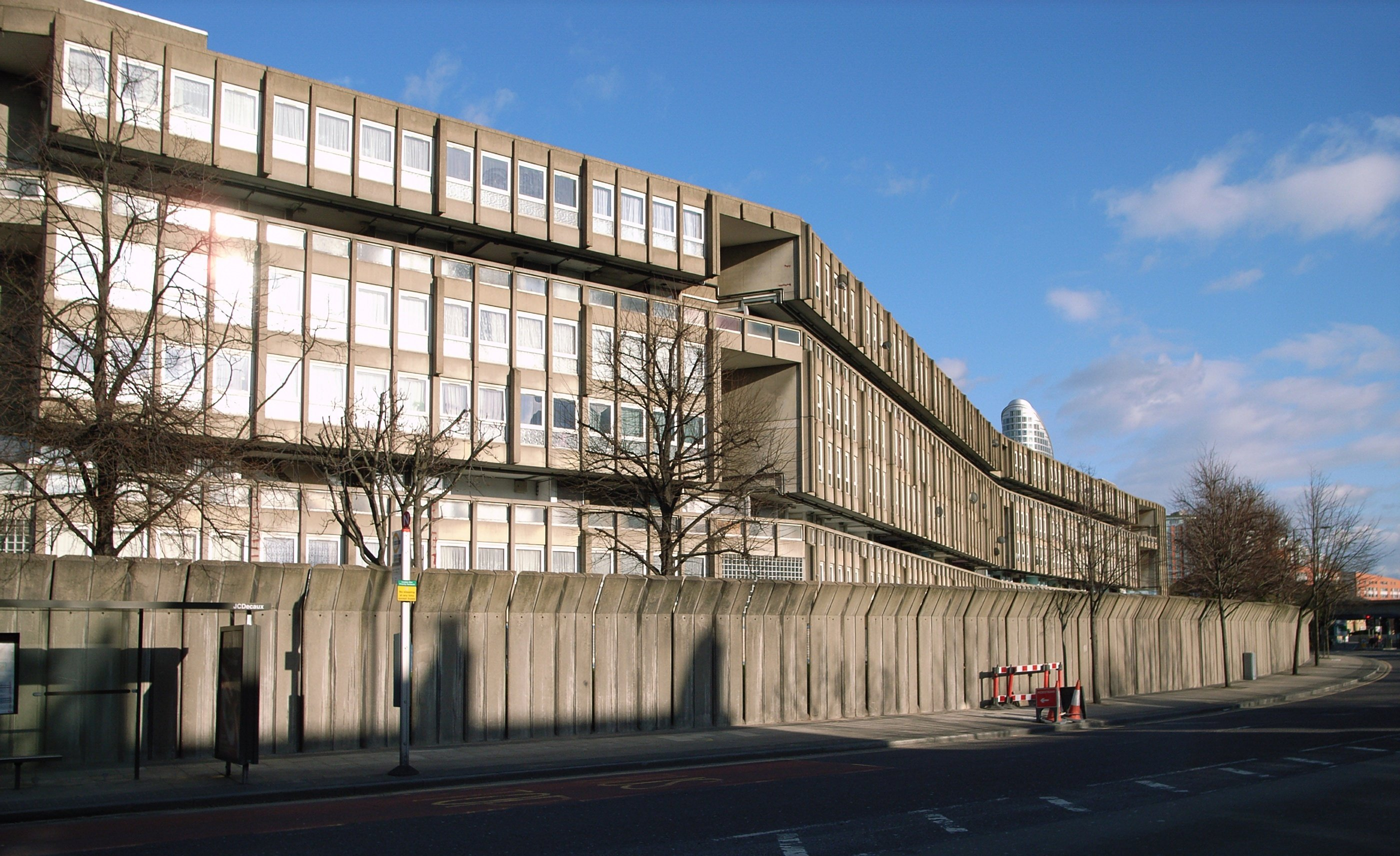
Ensemble d'immeubles de Robin Hood Gardens, Poplar, Londres-est (1969-1972).

Architectes britanniques, Alison Smithson (1928-1993) et Peter Smithson (18 septembre 1923-3 mars 2003) ont formé une équipe et produit de concert une œuvre et une pensée architecturale. Ils sont souvent associés au style brutaliste.
Peter Smithson est né à Stockton-on-Tees dans le nord-est de l'Angleterre, et Alison Margaret Smithson est née à Sheffield dans le Yorkshire du Sud. C'est lors de leurs études en architecture à l'université de Durham entre 1939 et 1942, qu'ils se rencontrèrent, puis ils se marièrent en 1949. Ils rejoignirent tous les deux la section architecturale de la région londonienne avant de s'établir à leur compte en 1950.
Ils firent sensation avec leur école de Hunstandon qui reprenait en grande partie le langage moderniste de Mies van der Rohe mais de façon encore plus dépouillée, avec des finitions grossières et une absence délibérée de raffinement. Ce bâtiment a mal vieilli et a subi une série de transformations. Ils font sans aucun doute partie de l'école anglaise du New Brutalism. Ils furent associés au Team X qui en 1953 entra en rébellion contre les perspectives de la modernité des CIAM jugées complètement dépassées. Parmi leurs premières contributions on compte le projet « streets in the sky » dans lequel les circulations pour voitures et pour piétons sont rigoureusement séparés, un thème très à la mode dans les années 1960. Ils furent membres du Independent Group qui participa à l'exposition « Parallel of Life and Art (Parallèle entre la vie et l'art) » de 1953 dans l'Institute of Contemporary Arts , et à « This is Tomorrow» (Voici demain) en 1956. Tout au long de leur carrière ils publièrent leur travail avec énergie, incluant leurs nombreux projets non bâtis, ce qui leur donna une notoriété, du moins dans le milieu de l'architecture, qui n'est pas en rapport avec leur modeste production en dur. 
Leur œuvre bâti inclut :
- Smithdon High School, Hunstanton, Norfolk (1949-1954, reçu un grade II* dans la liste des monuments classés britanniques)
- L'exposition de la maison du futur (à l'exposition de la maison idéale de 1956)
- Bâtiment de The Economist, Piccadilly, Londres (1959-1965)
- Garden building, St Hilda's College (1968)
- Extension de la maison particulière de Lord Kennet, Bayswater, Londres (1968)
- Ensemble d'immeubles de Robin Hood Gardens, Poplar, Londres-est (1969-1972)
- Bâtiments dans l'université de Bath, dont l'école d'architecture et le bâtiment des ingénieurs (1988)

Leurs projets de papier incluent :
- Cathédrale Saint-Michel de Coventry concours, 1951
- Golden Lane Estate concours, 1952
- Sheffield University, concours

Malheureusement, les immeubles de Robin Hood Gardens ont souffert d'un coût élevé, de finitions de piètre qualité et d'un haut taux de criminalité. Tout ceci concourut à dévoyer le parti des architectes d'une « rue dans le ciel » ainsi que leur réputation. À l'exception de leur travail à Bath, ils ne construisirent plus de bâtiments publics au Royaume-Uni, préférant plutôt répondre à des commandes venant de l'étranger.